# Mohammed Rabbani
Mulla Mohammed Rabbani, född i september 1955 i Pashmol, Kandahar, död 21 april 2001 i Rawalpindi, Pakistan (i levercancer), var pashtun och en av grundarna av talibanerna. När talibanerna erövrade Kabul 1996 blev han talibanregeringens, Det Högsta Rådets, chef och, enligt vissa källor, landets statsöverhuvud. Han var närmast i rang efter Mullah Omar och har ansetts något mindre konservativ än denne. Som Afghanistans regeringschef och talibanregimens andreman ersattes han av Mawlawi Abdul Kabir.